# ال‌جی ک‌اف۶۰۰
ال‌جی ک‌اف۶۰۰ (به انگلیسی: LG KF600)، یک‌نمونه از گوشی‌های تلفن همراه سری اروپا جی‌اس‌ام (به انگلیسی: Europe GSM (KF)) شرکت ال‌جی الکترونیکس می‌باشد که توسط همین شرکت به بازار عرضه شده‌است. 